# Galactica pluripunctella
Galactica pluripunctella is een vlinder uit de familie Galacticidae. De wetenschappelijke naam is voor het eerst geldig gepubliceerd in 1920 door Caradja.
De soort komt voor in Europa.